# Natalja Mielochina
Natalja Nikołajewna Mielochina (ros. Наталья Николаевна Мелёхина; ur. 5 kwietnia 1962 roku w Czelabińsku, zm. 28 marca 2024) – radziecka kolarka szosowa, dwukrotna medalistka mistrzostw świata.

## Kariera
Największy sukces w karierze Natalja Mielochina osiągnęła w 1989 roku, kiedy wspólnie z Nadieżdą Kibardiną, Tamarą Polakową i Laimą Zilporytė zdobyła złoty medal w drużynowej jeździe na czas na mistrzostwach świata w Chambéry. Na rozgrywanych rok później mistrzostwach świata w Utsunomiya reprezentacja ZSRR w składzie: Natalja Mielochina,
Nadieżda Kibardina, Walentina Połchanowa i Natalja Czipajewa zdobyła w tej samej konkurencji srebrny medal. Ponadto w 1990 roku Mielochina zajęła drugie miejsce w klasyfikacji generalnej francuskiego Tour Cycliste Féminin de la Drôme. Nigdy nie wystartowała na igrzyskach olimpijskich.